# Joshua (Sänger)

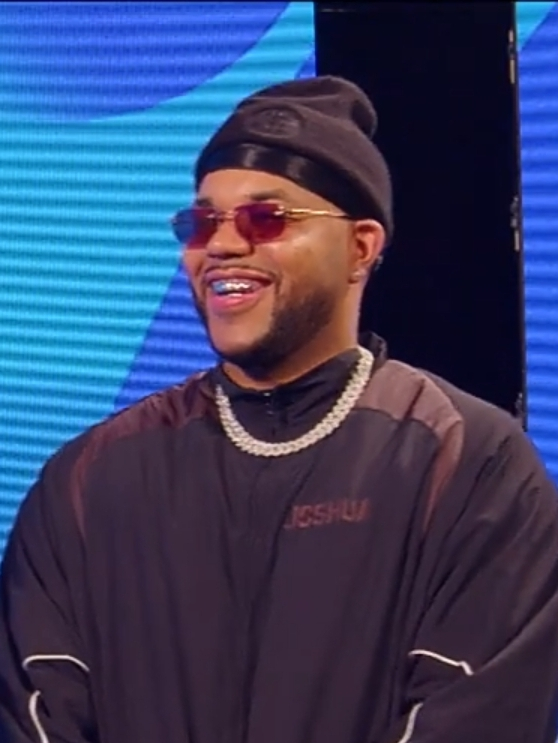
Joshua (2025)

Joshua (* 14. August 1995 als Joshua Bale in Rimini) ist ein italienischer Sänger.

## Werdegang
Joshua wuchs in einer musikalischen Familie in Rimini auf. Er konzentrierte sich zunächst auf Perkussion und näherte sich dann afroamerikanischen Musikstilen, Hip-Hop, R&B und Soul an. Mit 18 Jahren zog er nach Mailand und arbeitete dort mit verschiedenen Musikproduzenten zusammen. Mit dem Produzenten Sedd veröffentlichte er 2021 das Lied MQ2. Es folgten weitere Veröffentlichungen wie Coke Freestyle, Royal Rumble (2022) und Black (2023). 2024 war Joshua am Lied Hope des Produzenten Shablo beteiligt, gemeinsam mit dem Rapper Izi. Die Zusammenarbeit mit Shablo setzte er auch in Cold fort.

## Diskografie
Singles (Auswahl)

| Jahr | Titel Album              | Höchstplatzierung, Gesamtwochen, AuszeichnungChartplatzierungen (Jahr, Titel, Album, Platzierungen, Wochen, Auszeichnungen, Anmerkungen) | Höchstplatzierung, Gesamtwochen, AuszeichnungChartplatzierungen (Jahr, Titel, Album, Platzierungen, Wochen, Auszeichnungen, Anmerkungen) | Anmerkungen                                                                                                   |
| Jahr | Titel Album              | IT | CH | Anmerkungen                                                                                                   |
| --- | ------------------------ | --- | --- | --- |
| 2024 | Hope –                   | IT90 (1 Wo.)IT | — | Erstveröffentlichung: 3. Oktober 2024 mit Shablo & Izi                                                        |
| 2025 | La mia parola Manifesto  | IT7 Gold · (15 Wo.)IT | CH96 (1 Wo.)CH | Erstveröffentlichung: 12. Februar 2025 Shablo feat. Guè, Joshua & Tormento; Beitrag zum Sanremo-Festival 2025 |
| Folgende Lieder erschienen nicht als Single, wurden aber durch das Album zum Download und Streaming bereitgestellt und konnten somit eine Platzierung erlangen: |                          | | | |
| |                          | | | |
| 2025 | Mille problemi Manifesto | IT85 (… Wo.)IT | — | Shablo feat. Joshua & Irama & Tormento                                                                        |

## Belege
1. ↑  Federico Tommasini: Joshua debutta a Sanremo: con Guè e Tormento sul palco dell’Ariston. In: Il Resto del Carlino. 4. Dezember 2024, abgerufen am 8. Dezember 2024 (italienisch).
2. ↑  Archivio classifiche Top Singoli. FIMI, abgerufen am 8. Dezember 2024 (italienisch). Discographie - Joshua. hitparade.ch, abgerufen am 28. Februar 2025.
3. ↑  Auszeichnungen für Musikverkäufe: IT

| Personendaten    | Personendaten              |
| ---------------- | -------------------------- |
| NAME             | Joshua                     |
| ALTERNATIVNAMEN  | Bale, Joshua (Geburtsname) |
| KURZBESCHREIBUNG | italienischer Sänger       |
| GEBURTSDATUM     | 14. August 1995            |
| GEBURTSORT       | Rimini                     |